# Luna Al-Mousli
Luna Al-Mousli (* 1990 in Melk) ist eine österreichische Autorin und Grafikerin syrischer Herkunft.

## Leben
Luna Al-Mouslis Großeltern studierten in Österreich, wo schon deren Tochter, Lunas Mutter, zur Welt kam. Luna Al-Mouslis wurde in Melk geboren, zog aber mit ihren Eltern bald nach Damaskus, wo sie insgesamt 14 Jahre und somit einen Teil ihrer Schulzeit erlebte. Die Ferien verbrachte sie meist in Österreich bei ihren Großeltern. Nach wirtschaftlichen Schwierigkeiten beschloss die Familie im Jahr 2005, nach Österreich zu übersiedeln, wo Luna Grafik-Design an der Universität für angewandte Kunst Wien studierte.
Zuletzt war sie dort Alumni-Vorsitzende und engagierte sich für begabte Schüler mit Migrationshintergrund. Dazu zählt das Sozialprojekt TANMU ‒ Lernhilfe für jugendliche Flüchtlinge.

## Arbeit
Lunas Arbeiten bewegen sich zwischen Literatur, Kunst und Aktionismus. Für das Buch Eine Träne. Ein Lächeln. Meine Kindheit in Damaskus erhielt sie 2017 den Österreichischen Kinder- und Jugendbuchpreis.

## Veröffentlichungen
Eigenständige Veröffentlichungen
- Eine Träne. Ein Lächeln. Meine Kindheit in Damaskus. Weissbooks, Berlin 2016, ISBN 978-3-86337-107-4.

- mit Katrin Triebswetter und Marie-Christine Gollner-Schmid:  Mandelbaum, Wien 2016, ISBN 978-3-85476-501-1.
- Als Oma, Gott und Britney sich im Wohnzimmer trafen: oder Der Islam und ich: oder Der Islam und ich. Weissbooks, Berlin 2018, ISBN 978-3-86337-171-5.
- Klatschen reicht nicht! Systemheld*innen im Porträt. Leykam Buchverlag, Graz 2021.
- Um mich herum Geschichten. Edition W, Frankfurt am Main 2022, ISBN 978-3-949671-00-5.

Beiträge in Anthologien
- Das Land, in dem ich morgens Jasmin pflückte. In: Neu in der Fremde. Beltz & Gelberg, 2016 ISBN 978-3-407-82133-1
- Ich sehe was was du nicht siehst, In: Anna Taube (Hrsg.) Bunt! Pinguine Junior 2023 ISBN 978-3-328-30198-1